# Dodonaea
Dodonaea és un gènere de plantes amb flors de la família Sapindaceae. Té unes 70 espècies originàries de les regions tropicals, subtropicals i temperades càlides d'Àfrica, the Amèrica, sud d'Àsia i Australàsia. La major diversitat en espècies es troba a Austràlia.
El gènere prové del nom der Rembert Dodoens, també conegut com a Rembertus Dodonaeus.
Són arbusts i petits arbres que arriben a fer 5 m d'alt. Les fulles són alternades simples o pinnades. Les flors es fan en curts raïms. El fruit és una càpsula, sovint amb dues o tres ales.

## Taxonomia
- Dodonaea adenophora Miq.
- Dodonaea amblyophylla Diels
- Dodonaea angustifolia L.f.
- Dodonaea angustissima DC.
- Dodonaea aptera Miq. - Coast Hop-bush (Oest d'Austràlia)
- Dodonaea attenuata A.Cunn.
- Dodonaea baueri Endl.
- Dodonaea bilobaJ.G.West
- Dodonaea boroniifolia G.Don
- Dodonaea bursariifolia F.Muell.
- Dodonaea caespitosa Diels
- Dodonaea camfieldii Maiden & Betche
- Dodonaea ceratocarpa Endl.
- Dodonaea concinna Benth.
- Dodonaea coriacea (Ewart & O.B.Davies) McGill.
- Dodonaea cuneata Sm.
- Dodonaea divaricata Benth.
- Dodonaea ericifolia G.Don
- Dodonaea ericoides Miq.
- Dodonaea falcataJ.G.West
- Dodonaea filifoliaHook.
- Dodonaea filiformis Link
- Dodonaea glandulosaJ.G.West
- Dodonaea hackettiana W.Fitzg.
- Dodonaea heteromorphaJ.G.West
- Dodonaea hexandra F.Muell.
- Dodonaea hirsuta Maiden & Betche
- Dodonaea humifusa Miq.
- Dodonaea humilis Endl.
- Dodonaea inaequifolia Turcz.
- Dodonaea intricataJ.G.West
- Dodonaea lanceolata F.Muell.
- Dodonaea larreoides Turcz.
- Dodonaea lobulata F.Muell.
- Dodonaea macrossanii F.Muell. & Scort.
- Dodonaea madagascariensis Radlk.
- Dodonaea megazyga F.Muell.
- Dodonaea microzyga F.Muell.
- Dodonaea multijuga G.Don.
- Dodonaea oxyptera F.Muell.
- Dodonaea pachyneura F.Muell.
- Dodonaea peduncularis Lindl.
- Dodonaea petiolaris F.Muell.
- Dodonaea physocarpa F.Muell.
- Dodonaea pinifolia Miq.
- Dodonaea pinnata Sm.
- Dodonaea platyptera F.Muell.
- Dodonaea polyandra Merr. & L.M.Perry
- Dodonaea polyzyga F.Muell.
- Dodonaea procumbens F.Muell.
- Dodonaea ptarmicifolia Turcz.
- Dodonaea rhombifolia N.A.Wakef.
- Dodonaea rigida J.G.West
- Dodonaea rupicola C.T.White
- Dodonaea serratifolia McGill.
- Dodonaea sinuolata J.G.West
- Dodonaea spatulata Sm.
- Dodonaea stenophylla F.Muell.
- Dodonaea stenozyga F.Muell.
- Dodonaea subglanduliferaJ.G.West
- Dodonaea tenuifolia Lindl.
- Dodonaea tepperi F.Muell. ex Tepper
- Dodonaea triangularis Lindl.
- Dodonaea trifida F.Muell.
- Dodonaea triquetra J.C.Wendl.
- Dodonaea truncatiales F.Muell.
- Dodonaea uncinata J.G.West
- Dodonaea vestita Hook.
- Dodonaea viscosa Jacq. (Pantropical)